# Alexander Andrae (Politiker)
Alexander Ferdinand Ludwig Andrae genannt Andrae-Roman (* 17. Dezember 1821 in Hannover; † 13. März 1903 in Stettin) war ein deutscher Landwirt und Politiker.

## Leben
Andrae wurde als Sohn eines Kaufmanns und Gutsbesitzers geboren und studierte in Berlin und Bonn. Während seines Studiums wurde er 1843 Mitglied der Burschenschaft Fridericia Bonn und stand in Kontakt mit Ernst Moritz Arndt, Friedrich Christoph Dahlmann und Gottfried Kinkel.
Er war verheiratet mit Helene Flügge. Deren Vater Wilhelm Flügge erwarb 1845 das Gut Ramelow im Kreis Kolberg-Körlin in Pommern, teilte es in zwei Gutsbetriebe – Niedergut und Obergut – auf, bewirtschaftete das Niedergut und verkaufte das Obergut an seinen Schwiegersohn. Alexander Andrae und seine Frau zogen im Jahre 1845 auf das Obergut Ramelow.
Einige Jahre später verkaufte Andrae das Obergut Ramelow an einen Schwager. Er kaufte stattdessen im Jahre 1851 das Rittergut Roman mit Buchwald, ebenfalls im Kreis Kolberg-Körlin gelegen. Hier gründete er im Jahre 1853 Waldhaus, ein Asyl für entlassene Strafgefangene.
Er war mit Bismarck befreundet, wodurch er 1846 dem Kreis der pommerschen Erweckungsbewegung beitrat. Er wirkte in der Inneren Mission Pommerns, war als Autor tätig und ab 1848/49 Mitglied der Zweiten Kammer des Preußischen Landtags.
Nach dem Verkauf von Roman lebte er ab 1881 in Stettin. Auch hier engagierte er sich in der Inneren Mission. Er war Vorstandsmitglied der Kückenmühler Anstalten, des Magdalenenstifts, einer Einrichtung zur Erziehung verwahrloster Mädchen, und der Stettiner Stadtmission. In Stettin starb er im Jahre 1903.
Aus seiner Ehe gingen elf Kinder hervor. Seine Tochter Marie Andrae war eine Schriftstellerin, Pädagogin und Krankenschwester. Sie veröffentlichte auch unter dem Pseudonym Marie Andrae-Romanek. Der Sohn Hans war ein bekannter Jurist.

## Schriften
- Aktenmäßige Beleuchtung der Erwiederung des Königl. Ober-Kirchenraths auf die Eingabe der Pommerschen Patrone vom Januar 1858. 1858.
- Erinnerungen eines alten Mannes aus dem Jahre 1848. Bielefeld 1895.
- Aus längstvergangenen Tagen. Erinnerungen eines alten Mannes. Bielefeld, Leipzig 1899. (Digitalisat)